# Mihail Șerban (biochimist)
Mihail Șerban (n. 11 iunie 1930, Craiova – d. 7 iulie 2004) a fost un biochimist român, membru titular (2001) al Academiei Române.
A absolvit Facultatea de Chimie, secția de Biochimie, a Universității din București și și-a aprofundat studiile de specializare în mai multe centre universitare din străinătate, devenind, în 1963, doctor în chimie și, în 1970, doctor docent. A fost, până în ultima clipă a vieții sale, profesor de biochimie la Facultatea de Medicină Veterinară din București. 
Singur sau în colaborare a publicat peste 300 de lucrări științifice, între care 14 volume monografice - Biochimia contracției musculare; Substanțe biologic active; Biochimie medicală; Biochimie analitică ș.a. – și 280 de articole, multe dintre acestea recenzate și citate în publicații științifice internaționale. Este autorul a 18 brevete de invenții. Membru al numeroase organisme științifice din țară și de peste hotare, acad. Mihail Șerban a susținut conferințe în centre universitare și științifice din străinătate. A fost ales membru corespondent al Academiei Române în anul 1991 și titular în anul 2001.